# Xinchengzi, Peking
Xinchengzi (kinesiska: 新城子, 新城子镇) är en köping i Kina. Den ligger i stadsdistriket Miyun i Pekings storstadsområde, i den norra delen av landet, omkring 110 kilometer nordost om stadskärnan. Antalet invånare är 7 993. Befolkningen består av 3 982 kvinnor och 4 011 män. Barn under 15 år utgör 11,0 %, vuxna 15-64 år 70 %, och äldre över 65 år 18,0 %.